# Chasuyama
Il Chausuyama (茶臼山?) (Monte Chausu) è una montagna situata al confine tra le prefetture di Aichi e di Nagano, con il punto più alto nel lato di Aichi.
Con un'altezza di 1415,2 m, è la vetta più alta della prefettura di Aichi. La montagna si trova all'interno dei confini del parco semi-nazionale Tenryū-Okumikawa. Durante l'inverno, l'area ospita una popolare località sciistica.